# Ricardo Sá Pinto
Ricardo Sá Pinto (Porto, 10 d'octubre de 1972) és un futbolista portugués, que ocupa la posició de davanter.

## Trajectòria
Realitza el seu debut com a professional amb el S.C. Salgueiros, a la vegada que hi representa a la selecció portuguesa sub-21, amb qui arriba a la final de l'Europeu de 1994. Eixe mateix any fitxa per l'Sporting Clube de Portugal, on qualla un bon període, amb 20 gols en 77 partits.
El 1997 marxa a la competició espanyola, a la Reial Societat. Amb l'equip donostiarra marca sis gols en 70 partits (comptant un any de sanció), el 2000 hi retorna a l'Sporting de Portugal, on juga sis anys més, sent afectat per les lesions.
La temporada 06/07 fitxa per l'Standard Liège belga, on es retira en finalitzar la temporada.
Al novembre de 2009 hi entra de nou a l'Sporting, ara com a director esportiu.

## Selecció
Sá Pinto va jugar amb la selecció portuguesa de futbol en 45 ocasions, i va marcar 10 gols. Hi va participar en l'Eurocopa de 1996 i de l'any 2000.
El 26 de març de 1997, el jugador va colpejar el seleccionador nacional portugués Artur Jorge, el que li va comportar una sanció d'un any de qualsevol competició domèstica o internacional.

## Palmarès
- Lliga portuguesa: 01/02
- Taça de Portugal: 1994–95, 2001–02